# Lądek (gmina)
Pour les articles homonymes, voir Lądek.
Lądek est une gmina rurale du powiat de Słupca, Grande-Pologne, dans le centre-ouest de la Pologne. Son siège est le village de Lądek, qui se situe environ 11 km au sud-est de Słupca et 73 km à l'est de la capitale régionale Poznań.
La gmina couvre une superficie de 98,32 km2 pour une population de 5 770 habitants en 2016.

## Géographie

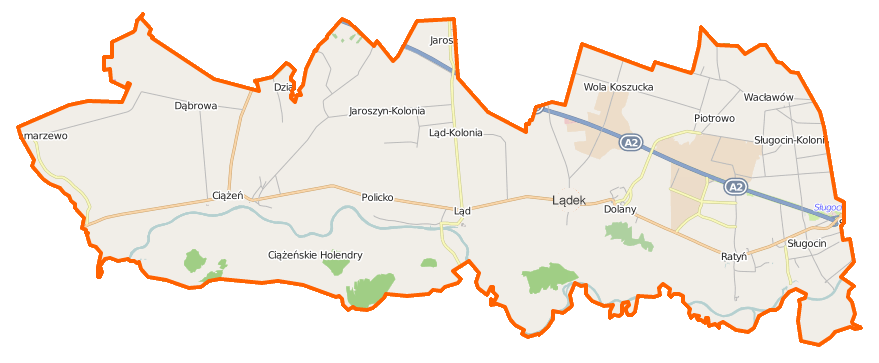
Plan de la gmina.

La gmina inclut les villages et les localités de :
- Ciążeń
- Ciążeńskie Holendry
- Dąbrowa
- Dolany
- Dziedzice
- Jaroszyn
- Jaroszyn-Kolonia
- Ląd
- Ląd-Kolonia
- Lądek
- Piotrowo
- Policko
- Ratyń
- Samarzewo
- Sługocin
- Sługocin-Kolonia
- Wacławów
- Wola Koszucka

### Gminy voisines
La gmina de Lądek est bordée des gminy de :
- Golina
- Kołaczkowo
- Pyzdry
- Rzgów
- Słupca
- Zagórów

## Structure du terrain
D'après les données de 2002, la superficie de la commune de Lądek est de 98,32 km2, répartis comme tel :
- terres agricoles : 89 %
- forêts : 3 %

La commune représente 11,73 % de la superficie du powiat.

## Démographie
Données du 31 décembre 2012 :
| Description        | Total  | Total | Femmes | Femmes | Hommes | Hommes |
| ------------------ | ------ | ----- | ------ | ------ | ------ | ------ |
| Unité              | Nombre | %     | Nombre | %      | Nombre | %      |
| population         | 5 740  | 100   | 2 840  | 49,5   | 2 900  | 50,5   |
| Densité (hab./km²) | 58,4   | 58,4  | 28,9   | 28,9   | 29,5   | 29,5   |